# Desarrollo de los sistemas planetarios

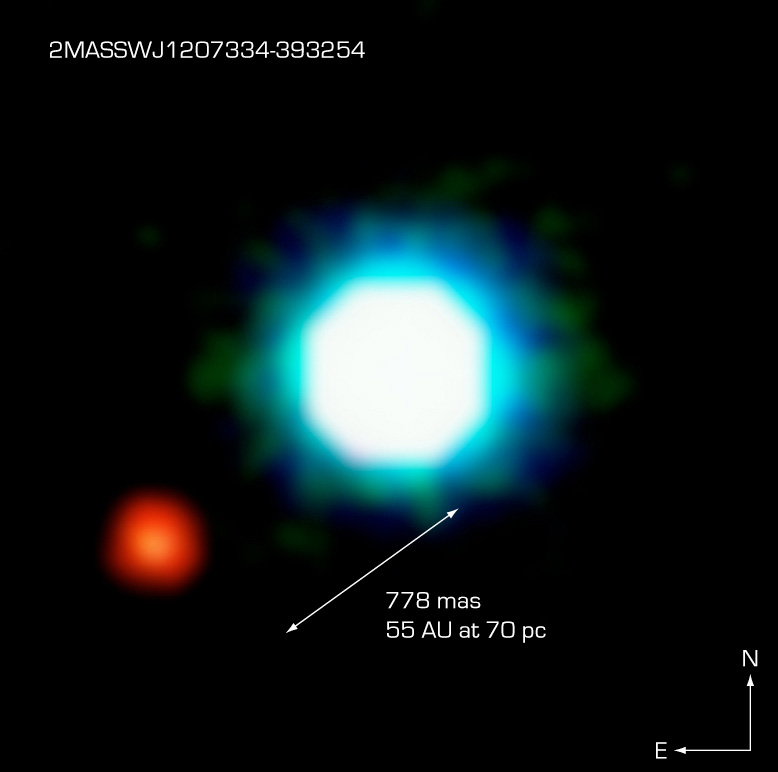
Primera fotografía de un planeta exosolar o exoplaneta.

En astronomía, el desarrollo de los sistemas planetarios se refiere a la formación de planetas, asteroides y otros cuerpos celestes desde el instante que son gases y polvo cósmico, al igual que su posterior evolución. Se cree que los sistemas planetarios nacen primero por el acumulamiento de helio e hidrógeno al formarse una estrella. Ésta posteriormente genera una atracción gravitacional que captura más polvo estelar para formar los demás cuerpos celestes.

## Contracción de la nube inicial
Para la formación de un sistema planetario, lo fundamental que se necesita es una estrella sobre la cual, el resto de cuerpos celestes puedan rotar. Todo esto comienza cuando grandes cantidades de polvo estelar, compuesto por hidrógeno molecular principalmente, comienzan a agolparse en una región dada. Estas regiones, al igual que todo lo que existe en la galaxia, rotan alrededor del centro de la galaxia y contienen tanto material como para hacer muchas estrellas como nuestro sol. Estas regiones, también llamadas cúmulo abierto de estrellas, se caracterizan por tener alta densidad (aprox. 103 a 104 cm-3) y temperaturas muy bajas (entre 10 y 30 K). 
Debido a la rotación y a la acumulación del material, este cúmulo comienza a rotar cada vez con mayor rapidez, lo que provoca que las partículas colapsen con mayor frecuencia y hace que cada vez las fuerzas gravitacionales sean mayores. Al acumularse el material, la temperatura de estos cúmulos comienza a ascender y debido a las colisiones de partículas que comienzan a crear concentraciones de material cada vez mayores. El material más ligero sale de estas partículas más grandes pero gracias a la gravitación comienza a rotar en torno a estas aglomeraciones. 
Cuando el hidrógeno concentrado en el centro comienza a convertirse en helio por fusión nuclear, la estrella comienza a brillar y con esto pequeñas partículas de menos de un milímetro forman una especie de disco alrededor de esta estrella.

## Formación de planetas
Todas esas partículas van chocando entre sí y van adhiriéndose una a otra, creciendo con el paso del tiempo. Primero se crean especies de asteroides, como los del cinturón dentro de nuestro sistema solar, que giran alrededor de su estrella y gracias a la atracción gravitacional de las masas cada vez más fuertes se comienzan a crear los planetas. 
Cabe indicar que hasta ahora solo se ha hablado de como se han creado los planetas rocosos o sólidos. Pero también existen planetas gaseosos como Júpiter o Saturno. Estos son planetas gigantes formados por gases, que al igual que lo ocurrido con los sólidos, sus partículas se fueron uniendo gracias a la atracción gravitacional, solo que sus componentes variaron.
Toda esta explicación sirve para aquellos sistemas planetarios con una sola estrella. La mayoría de estrellas no están solas como nuestro sol. Para estos casos, en los que existen dos o más estrellas cercanas, la fuerza de atracción que existe entre estas dos no permite la aglomeración de material para la formación de planetas.

## Formación de otros cuerpos celestes

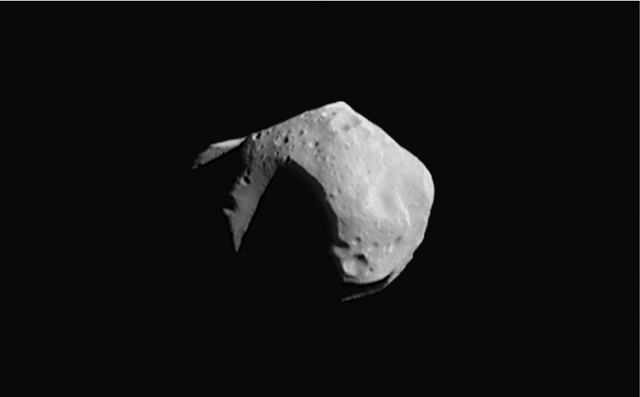
Asteroide (253) Mathilde.

La mayor relación que tenemos sobre la formación de sistemas planetarios es nuestro propio sistema solar. En él, tenemos a 4 planetas rocosos cercanos a su estrella, luego un cinturón de rocas llamado cinturón de asteroides y por último los otros cuatro planetas gigantes que son completamente gaseosos. Se cree que este cinturón se creó debido a que una gran concentración de rocas no pudieron juntarse por la gran atracción gravitatoria del sol y de los gigantes planetas gaseosos. 
Pero no solo se crean cuerpos celestes en torno a una estrella. En nuestro sistema solar y hasta en nuestro propio planeta, podemos ver que otras pequeñas rocas rotan en torno a un planeta. Lo que los astrónomos creen es que estos satélites se formaron de la misma manera que los planetas antes mencionados, solo que debido a la gravedad que ejercen estos planetas, éstos quedaron atrapados bajo la acción de su gravedad.